# ヤン・フロレインスの三連祭壇画

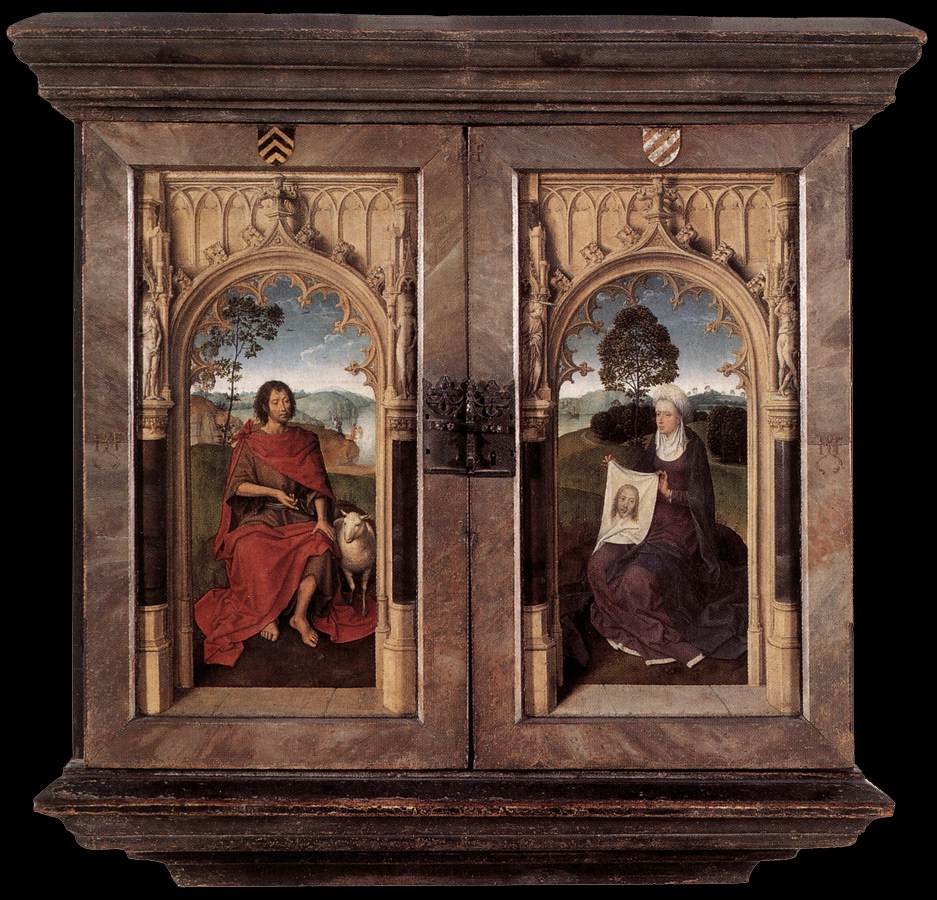
閉じられた祭壇画。洗礼者聖ヨハネと聖ヴェロニカを表している外側パネル。

『ヤン・フロレインスの三連祭壇画』（ヤン・フロレインスのさんれんさいだんが、蘭: Triptiek van Jan Floreins、英: Triptych of Jan Floreins）は、初期フランドル派の画家ハンス・メムリンクが1479年に板上に油彩で制作した三連祭壇画である。『旧約聖書』中の「マタイによる福音書」 (2:1-12) に記述されている「東方三博士の礼拝」を主題としている。作品は、ブルッヘの旧聖ヨハネ病院内のハンス・メムリンク美術館に所蔵されている。

## 背景
東方三博士 (マギ) は、病気にならないように、そして最後の秘跡の恩恵なしに死を迎えないように礼拝された。彼らはまた巡礼たちの守護者であった。ゆえに、彼らを主題として表現することは、病院にふさわしい、自然なことだったのである。本作の外側パネルに表されている聖ヴェロニカもまた、急死したものの守護者であった。本祭壇画がどこに置かれたかは不明であるが、寄進者ヤン・フロレインスは病院内礼拝堂の側面祭壇に設置したようである。彼の名前の記された詳しい銘文はすべての人に読まれるように意図されたものであった。

## 作品

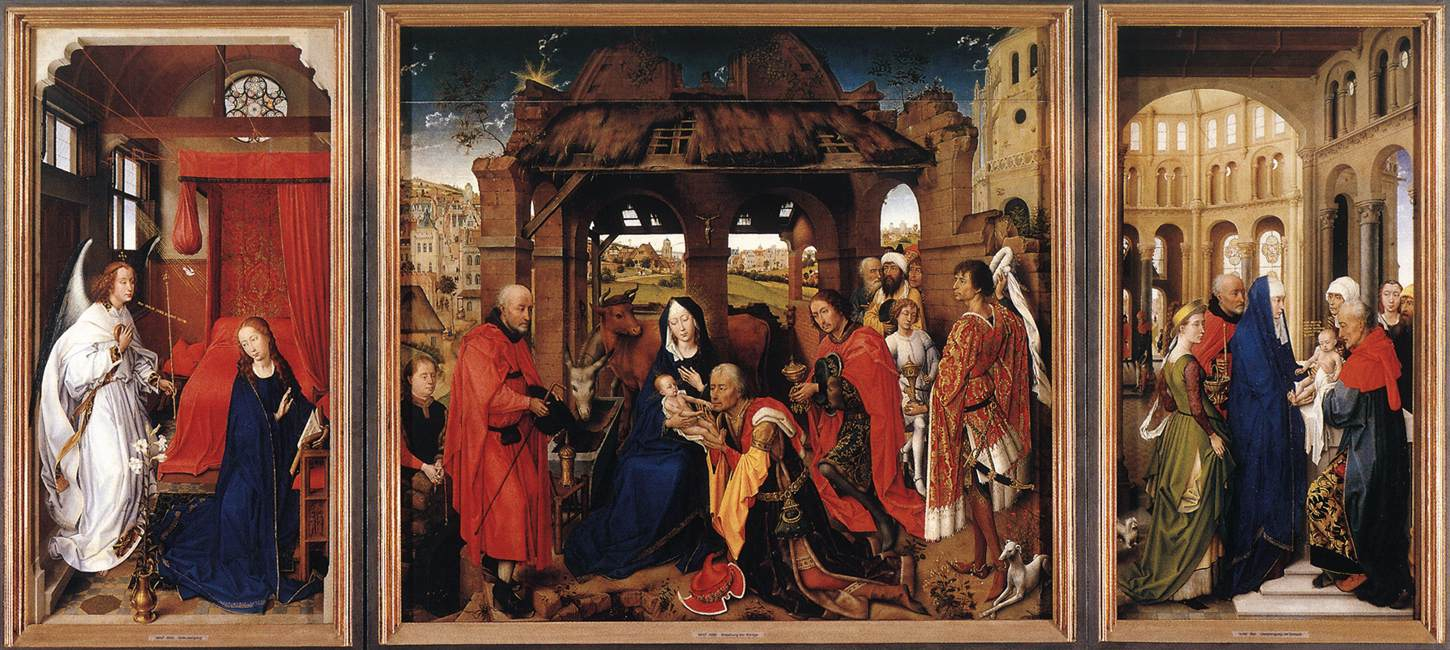
ロヒール・ファン・デル・ウェイデン『コルンバの三連祭壇画』(1450-1455年ごろ)、アルテ・ピナコテーク、ミュンヘン

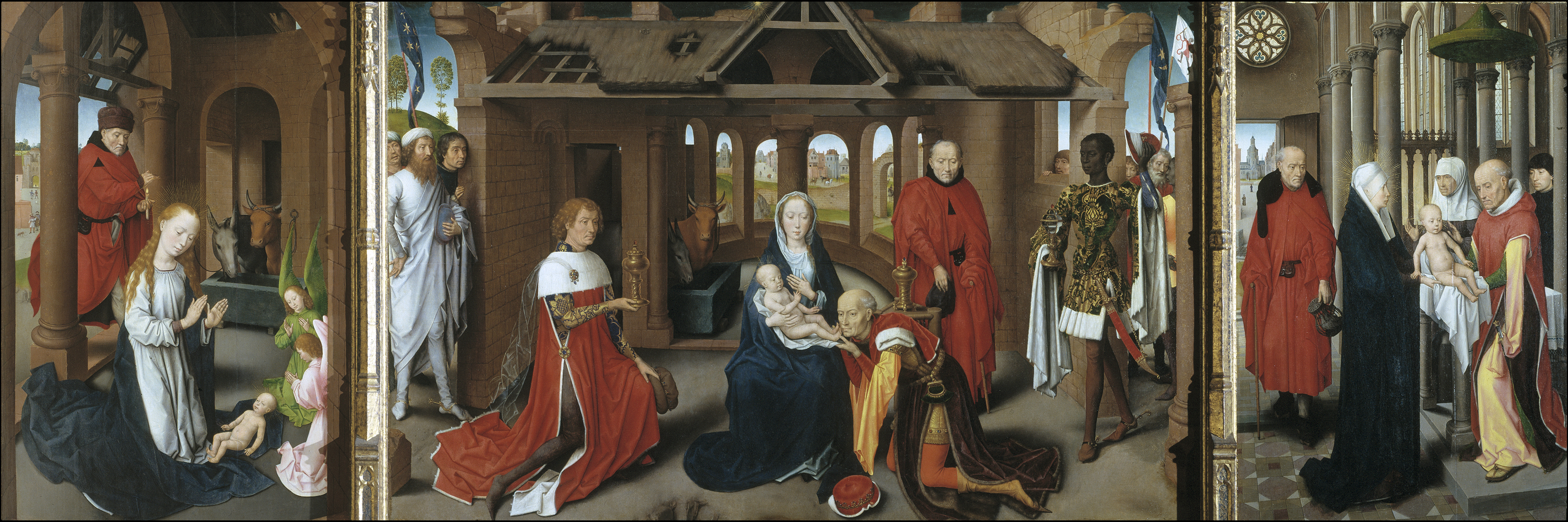
ハンス・メムリンク『東方三博士の礼拝』(1479-80年ごろ)、プラド美術館、マドリード

本作は、同じ主題を描いている『東方三博士の礼拝』 (プラド美術館、マドリード) の小さなヴァージョンである。プラドの作品にもまして、ロヒール・ファン・デル・ウェイデンの『コルンバの三連祭壇画』 (アルテ・ピナコテーク、ミュンヘン) から中央パネルの建築的枠組みを借用している。
寄進者のヤン・フロレインスは、中央パネルの左端の低い壁の背後に跪いている。プラドの作品のように、メムリンクは「降誕」と「東方三博士の礼拝」を同じ建築の中に配置している。しかし、本作では同じ建築をまったく異なった角度から描いており、部屋も別になっている。どちらの作品でも幼子イエス・キリストは牡牛とロバのいる厩の奥の部屋で誕生するが、本作の左翼パネルでは、中央パネルに登場する厩は背後から表されているのである。左翼パネルに用いられている遠近法は2つの消失点があり、観点は右側に寄っている。中央パネルの遠近法は正面向きであり、観点はやや左側に寄っているが、それは『コルンバの三連祭壇画』と同様である。
プラドの作品のように、本作の中央パネルは古いケルン派の様式で左右対称に構築され、聖母マリアが中心にいる。左翼パネルの聖ヨセフは「降誕」に感銘を受けている目撃者である。さらに、正式な祈りのポーズをしているプラド作品左翼パネルの聖母と天使たちは、本作左翼パネルでは喜びに溢れた、手を広げるジェスチャーをし、驚愕を表している。中央パネルのイエスも鑑賞者と目を合わせようとしている。また、最年長のマギの衣服の裾は額縁の上に描かれている。かくして、本作はプラドの作品に比べ、鑑賞者とのより深い親密性が表現されているのである。
なお、右翼パネルに登場する預言者アンナは特定の個人の肖像画として意図されたように見える。中央パネルの右端の少年もまた肖像画のようである。